# The Libertine
The Libertine är en australisk-brittisk dramafilm som visades i Toronto International Film Festival 16 september 2004 och hade premiär i större delen av resten av världen under våren 2006. Filmen är regisserad av Laurence Dunmore efter ett manus av Stephen Jeffreys.

## Handling
Filmen handlar om John Wilmot, 2:e earl av Rochester, en poet som levde vid mitten av 1600-talet.

## Om filmen
The Libertine är den sanna berättelsen om en playboy, 1600-talspoeten John Wilmot (spelad av Johnny Depp), mer känd som earlen av Rochester, och dennes vän kung Charles II (spelad av John Malkovich ). Hans största passion var kvinnor, i plural och gärna så ofta som möjligt. Ihärdigt drickande och ett utsvävande leverne ledde till en tidig död, och earlen av Rochester blev hyllad och erkänd först efter sin död.

## Rollista, i urval
- Johnny Depp − Rochester
- Samantha Morton − Elizabeth Barry
- John Malkovich − Kung Karl II
- Paul Ritter − Chiffinch
- Stanley Townsend − Keown
- Francesca Annis − Grevinna
- Rosamund Pike − Elizabeth Malet
- Jack Davenport − Harris